# Isildur
Isildur (Quenya: iˈsildur) é um personagem fictício do universo da Terra Média, criado por J. R. R. Tolkien. Filho mais velho de  Elendil e descendente de Elros, fundador do Reino insular de Númenor, Isildur fugiu com seu pai quando a ilha foi submersa. Tornou-se rei de Arnor e Gondor, e foi ele quem cortou o Anel da mão de Sauron. No entanto, influenciado pelo poder do Anel, recusou-se a destruí-lo e o reivindicou para si. Isildur foi morto por orcs, e o Anel foi perdido no Rio Anduin. Esse evento desencadeou a passagem do Anel para Gollum e, posteriormente, para Bilbo, conforme narrado em O Hobbit. Essa sequência de eventos estabeleceu o tema central de O Senhor dos Anéis: a missão de destruir o Anel.
Tolkien iniciou uma história de viagem no tempo, chamada A Estrada Perdida [en], na qual um pai e um filho reapareceriam em diversas famílias humanas ao longo da história. Uma dessas aparições seria em Númenor, pouco antes de sua queda, com o pai como Elendil e o filho como Herendil, posteriormente renomeado Isildur. A história foi abandonada, mas Tolkien reutilizou os personagens e eventos.
Isildur aparece brevemente em sequências de flashback narradas na trilogia cinematográfica de O Senhor dos Anéis dirigida por Peter Jackson. No jogo Middle-earth: Shadow of War, há um desvio da narrativa de Tolkien, com Sauron transformando Isildur em um Nazgûl ou espectro do Anel. Na série de televisão O Senhor dos Anéis: Os Anéis do Poder, o jovem Isildur é interpretado pelo ator inglês Maxim Baldry [en].

## História fictícia

### Númenor

A queda de Númenor e a mudança do mundo: a ilha é submersa por Ilúvatar, e en, Isildur e seu povo escapam para a Terra-média.

No legendarium de Tolkien, a ilha de Númenor, localizada no grande mar a oeste da Terra-média, foi criada no início da Segunda Era como recompensa aos homens que lutaram contra o Vala caído Morgoth, principal antagonista da Primeira Era. O pai de Isildur,  Elendil, era descendente de Elros, fundador do Reino de Númenor. Como Elros era meio-elfo, fruto do  casamento de Beren com a elfa Lúthien, ele e seus descendentes tinham uma longevidade muito maior que a dos outros homens.
Na juventude de Isildur, Ar-Pharazôn, rei de Númenor, foi corrompido pelo Maia caído Sauron, que o convenceu a derrubar Nimloth, a Árvore Branca. Disfarçado, Isildur foi à corte do rei e roubou um fruto da árvore. Ferido gravemente durante a fuga, seu sacrifício não foi inútil: logo após, Nimloth foi cortada e queimada, mas a linhagem da Árvore Branca continuou por meio do fruto roubado. Quando Númenor foi destruída por Ilúvatar, a família de Elendil escapou em nove navios.

### Na Terra-média
Os refugiados de Númenor seguiram para o leste, rumo ao continente da Terra-média. Elendil, pai de Isildur, desembarcou no norte e fundou o reino de Arnor, enquanto Isildur e seu irmão Anárion chegaram ao sul, onde estabeleceram o reino de Gondor e as cidades de Osgiliath, Minas Ithil e Minas Anor. Isildur residia em Minas Ithil, a leste do rio Anduin, e Anárion em Minas Anor, a oeste; juntos, governavam Gondor a partir de Osgiliath.
O Senhor do Escuro Sauron capturou Minas Ithil e destruiu a Árvore Branca que Isildur plantara ali. Isildur e sua família escaparam pelo Anduin em um barco, levando consigo uma muda da árvore. Eles navegaram até Lindon, em busca do rei élfico  Gil-galad e de Elendil em Arnor. Anárion defendeu Osgiliath, ganhando tempo para Gondor ao repelir Sauron para as montanhas, enquanto Elendil e Gil-galad reuniam suas forças.
Isildur retornou com Elendil e Gil-galad na Última Aliança de Elfos e Homens. Após derrotarem as forças de Sauron na Batalha de Dagorlad, avançaram para Mordor e cercaram Barad-dûr. Quando Minas Ithil foi retomada, Isildur enviou seus filhos mais jovens, Aratan e Ciryon, para guarnecer a fortaleza, bloqueando a fuga de Sauron por aquele caminho. Acompanhado por seu filho mais velho, Elendur, Isildur participou de toda a campanha em Mordor, que foi longa e amarga. Anárion foi morto por uma pedra lançada da Torre Escura.
Após sete anos de cerco à Torre Escura, com o inimigo quase derrotado, Sauron desafiou o rei. Na batalha final nas encostas do Monte da Perdição, Elendil e Gil-galad morreram em combate com o Senhor do Escuro, mas a forma mortal de Sauron foi destruída. A Segunda Era terminou, e Isildur tornou-se Grande Rei de Arnor e Gondor.
Isildur usou o fragmento da espada de Elendil, Narsil, para cortar o Anel da mão de Sauron. Apesar dos apelos de Elrond e Círdan, tenentes de Gil-galad, Isildur recusou-se a lançar o Anel nas chamas do Monte da Perdição. Ele redigiu um pergaminho descrevendo o Anel e copiando sua inscrição, que começava a desvanecer. Esse pergaminho foi guardado nos arquivos de Minas Anor (mais tarde renomeada Minas Tirith), e foi descoberto por Gandalf quase uma Era depois.
Após a queda de Sauron, a maior parte do exército de Arnor retornou para casa, enquanto Isildur permaneceu em Gondor por um ano, reorganizando o reino e definindo suas fronteiras. Ele plantou a muda da Árvore Branca em Minas Anor, em memória de Anárion. Como o elmo de seu irmão fora destruído durante sua morte em Barad-dûr, Isildur deixou seu próprio elmo como a coroa de Gondor. Designou Meneldil, filho de Anárion, como rei de Gondor e partiu para o norte, rumo a Arnor, acompanhado de seus três filhos. Seu destino inicial era Valfenda, onde sua esposa e seu quarto filho, Valandil, permaneceram durante a Guerra da Última Aliança.

### Morte

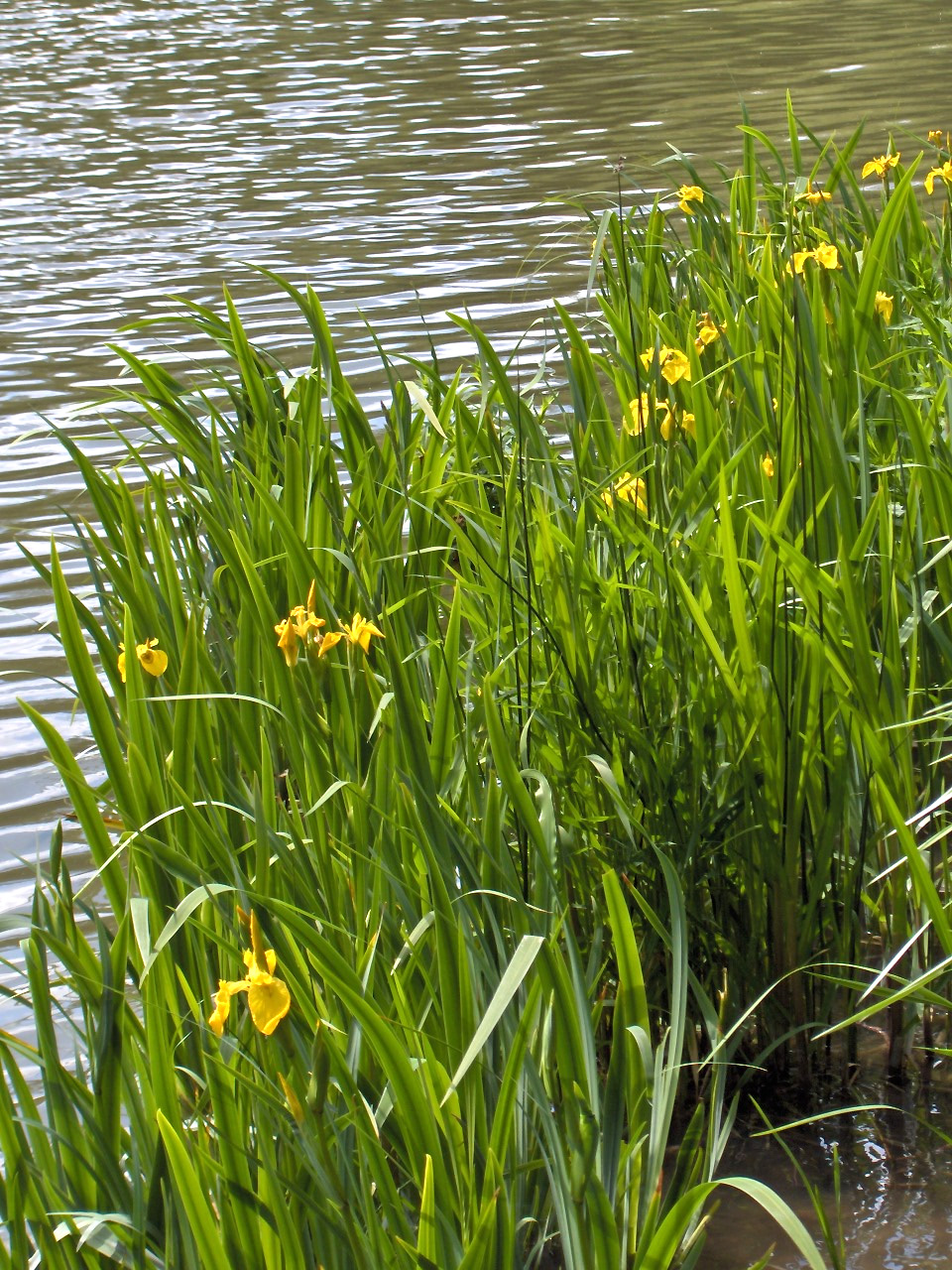
'Gladden' é um nome antigo para o íris amarelo, que cresce às margens de águas doces.

Nos Campos de Lis, na região central do rio Anduin, o grupo de Isildur foi emboscado por orcs errantes das Montanhas Sombrias. O evento ocorreu em 5 de outubro do segundo ano do reinado de Isildur, no segundo ano da Terceira Era.
Tolkien escreveu duas versões diferentes da batalha que levou à morte de Isildur. Em "Dos Anéis do Poder e da Terceira Era", no final de O Silmarillion, a narrativa é contada sob a perspectiva dos Eldar. Nela, Isildur não colocou sentinelas em seu acampamento à noite, acreditando que todos os inimigos haviam sido derrotados, e os orcs o atacaram ali.
Em Contos Inacabados [en], Tolkien apresenta uma narrativa mais detalhada, descrevendo que Isildur foi emboscado durante a marcha. Ele partira de Minas Anor com cerca de 200 soldados. Seus homens marchavam a pé, pois os cavalos eram principalmente animais de carga, não próprios para montar. Havia apenas duas dúzias de arqueiros, insuficientes para uma defesa eficaz. Isildur optou pela rota ao longo do Anduin, em vez do caminho mais seguro, porém mais longo, para o norte. No entanto, Sauron havia posicionado um exército de orcs a leste das Montanhas Sombrias para atacar sobreviventes da Última Aliança. Os orcs não se revelaram quando os exércitos dos Elfos e Homens passaram, mas eram mais que suficientes para enfrentar o pequeno grupo de Isildur. O ataque ocorreu ao pôr do sol. Embora a primeira investida dos orcs tenha sido repelida, eles se reorganizaram e cercaram o grupo de Isildur, impedindo sua fuga. Ao cair da noite, os orcs atacaram de todos os lados.
Os Dúnedain foram cercados e superados em número. Ciryon foi morto, e Aratan ficou mortalmente ferido em uma tentativa frustrada de resgatar Elendur, que insistiu para que seu pai fugisse. Isildur colocou o Anel, esperando escapar sob o véu da invisibilidade. Fugindo para o Anduin, ele tirou sua armadura e tentou nadar até a outra margem, mas o Anel escorregou de seu dedo (por vontade própria). Isildur percebeu a ausência do Anel e ficou momentaneamente consternado, mas, livre do peso do Anel, recuperou-se e tentou alcançar a margem oposta. Apesar da escuridão, a gema real Elendilmir, que ele usava, revelou sua posição aos orcs na margem oposta, que buscavam sobreviventes do ataque. Eles o mataram com flechas envenenadas. O escudeiro de Isildur, Ohtar, salvou a espada de Elendil, fugindo para o vale antes que os orcs cercassem completamente o grupo. Estelmo, escudeiro de Elendur, foi encontrado vivo sob o corpo de seu mestre, atordoado por uma clava.
Durante a Guerra do Anel, os Nazgûl vasculharam os Campos de Lis, mas não encontraram vestígios dos restos de Isildur. Seus esforços foram dificultados por Saruman, que enganou os Nazgûl e chegou ao local primeiro. Após a queda de Saruman e a abertura de Orthanc (em As Duas Torres), Gimli encontrou um compartimento secreto contendo o Elendilmir original, que se presumia perdido com a morte de Isildur.

## Desenvolvimento
Na obra curta A Queda de Númenor, escrita antes de 1937, Tolkien descreveu dois irmãos,  Elendil e Valandil, que escaparam da destruição de Númenor e fundaram dois reinos na Terra-média: Elendil no norte e Valandil no sul. Nesse contexto, Valandil era um precursor de Isildur, mas não seu filho, e sim seu irmão.
Logo após, Tolkien começou uma história de  viagem no tempo, intitulada A Estrada Perdida, na qual um pai e um filho reapareceriam em várias famílias humanas ao longo da história. Apenas dois capítulos foram escritos: um ambientado próximo ao presente, com o pai chamado Oswin e o filho Alboin, e outro em Númenor, pouco antes de sua queda, com o pai chamado Elendil e o filho Herendil. Aqui, Valandil é o nome do pai de Elendil. Parece que Herendil (mais tarde Isildur) e seu pai escapariam da destruição de Númenor, como em A Queda de Númenor, mas a história foi abandonada antes de chegar a esse ponto.
Em um dos primeiros manuscritos de O Senhor dos Anéis, escrito em 1938, no capítulo que se tornou "A Sombra do Passado", Gandalf conta a Frodo (então chamado Bingo) que seu anel "caiu da mão de um elfo enquanto ele nadava em um rio". Embora Isildur não fosse um elfo, esse foi o primeiro germe da história da morte de Isildur. Na versão seguinte, Isildur aparece, inicialmente chamado Ithildor, depois alterado para Isildor. Ele é descrito como um homem que cortou o Um Anel do dedo de Sauron após seu pai (aqui chamado Orendil) derrotar Sauron em combate singular, e perdeu o Anel enquanto nadava em um rio para escapar dos orcs.

## Casa de Elendil
| Finwë  | Finwë  | Finwë     | Finwë     | Finwë                        | Finwë                        |                              |                              | Indis                        | Indis                        | Indis                                    | Indis    | Indis    | Indis    |          |          |                   |                   | Casa de Hador     | Casa de Hador     | Casa de Hador     | Casa de Hador     | Casa de Hador | Casa de Hador |                    |                    |                    |                    | Casa de Bëor       | Casa de Bëor       | Casa de Bëor | Casa de Bëor | Casa de Bëor | Casa de Bëor |           |           |                   |                   | Thingol           | Thingol           | Thingol           | Thingol           | Thingol | Thingol |         |         | Melian  | Melian  | Melian  | Melian  | Melian | Melian |
| Finwë  | Finwë  | Finwë     | Finwë     | Finwë                        | Finwë                        |                              |                              | Indis                        | Indis                        | Indis                                    | Indis    | Indis    | Indis    |          |          |                   |                   | Casa de Hador     | Casa de Hador     | Casa de Hador     | Casa de Hador     | Casa de Hador | Casa de Hador |                    |                    |                    |                    | Casa de Bëor       | Casa de Bëor       | Casa de Bëor | Casa de Bëor | Casa de Bëor | Casa de Bëor |           |           |                   |                   | Thingol           | Thingol           | Thingol           | Thingol           | Thingol | Thingol |         |         | Melian  | Melian  | Melian  | Melian  | Melian | Melian |
|        |        |           |           |                              |                              |                              |                              |                              |                              |                                          |          |          |          |          |          |                   |                   |                   |                   |                   |                   |               |               |                    |                    |                    |                    |                    |                    |              |              |              |              |           |           |                   |                   |                   |                   |                   |                   |         |         |         |         |         |         |         |         |        |        |
|        |        | Fingolfin | Fingolfin | Fingolfin                    | Fingolfin                    | Fingolfin                    | Fingolfin                    |                              |                              | Anairë                                   | Anairë   | Anairë   | Anairë   | Anairë   | Anairë   |                   |                   | Galdor            | Galdor            | Galdor            | Galdor            | Galdor        | Galdor        |                    |                    |                    |                    | Barahir            | Barahir            | Barahir      | Barahir      | Barahir      | Barahir      |           |           |                   |                   |                   |                   |                   |                   |         |         |         |         |         |         |         |         |        |        |
|        |        | Fingolfin | Fingolfin | Fingolfin                    | Fingolfin                    | Fingolfin                    | Fingolfin                    |                              |                              | Anairë                                   | Anairë   | Anairë   | Anairë   | Anairë   | Anairë   |                   |                   | Galdor            | Galdor            | Galdor            | Galdor            | Galdor        | Galdor        |                    |                    |                    |                    | Barahir            | Barahir            | Barahir      | Barahir      | Barahir      | Barahir      |           |           |                   |                   |                   |                   |                   |                   |         |         |         |         |         |         |         |         |        |        |
|        |        |           |           |                              |                              |                              |                              |                              |                              |                                          |          |          |          |          |          |                   |                   |                   |                   |                   |                   |               |               |                    |                    |                    |                    |                    |                    |              |              |              |              |           |           |                   |                   |                   |                   |                   |                   |         |         |         |         |         |         |         |         |        |        |
| Elenwë | Elenwë | Elenwë    | Elenwë    | Elenwë                       | Elenwë                       |                              |                              | Turgon                       | Turgon                       | Turgon                                   | Turgon   | Turgon   | Turgon   |          |          |                   |                   | Huor              | Huor              | Huor              | Huor              | Huor          | Huor          |                    |                    |                    |                    | Beren              | Beren              | Beren        | Beren        | Beren        | Beren        |           |           |                   |                   |                   |                   |                   |                   |         |         | Lúthien | Lúthien | Lúthien | Lúthien | Lúthien | Lúthien |        |        |
| Elenwë | Elenwë | Elenwë    | Elenwë    | Elenwë                       | Elenwë                       |                              |                              | Turgon                       | Turgon                       | Turgon                                   | Turgon   | Turgon   | Turgon   |          |          |                   |                   | Huor              | Huor              | Huor              | Huor              | Huor          | Huor          |                    |                    |                    |                    | Beren              | Beren              | Beren        | Beren        | Beren        | Beren        |           |           |                   |                   |                   |                   |                   |                   |         |         | Lúthien | Lúthien | Lúthien | Lúthien | Lúthien | Lúthien |        |        |
|        |        |           |           |                              |                              |                              |                              |                              |                              |                                          |          |          |          |          |          |                   |                   |                   |                   |                   |                   |               |               |                    |                    |                    |                    |                    |                    |              |              |              |              |           |           |                   |                   |                   |                   |                   |                   |         |         |         |         |         |         |         |         |        |        |
|        |        |           |           | Idril                        | Idril                        | Idril                        | Idril                        | Idril                        | Idril                        |                                          |          |          |          |          |          | Tuor              | Tuor              | Tuor              | Tuor              | Tuor              | Tuor              |               |               |                    |                    | Nimloth            | Nimloth            | Nimloth            | Nimloth            | Nimloth      | Nimloth      |              |              |           |           |                   |                   | Dior              | Dior              | Dior              | Dior              | Dior    | Dior    |         |         |         |         |         |         |        |        |
|        |        |           |           | Idril                        | Idril                        | Idril                        | Idril                        | Idril                        | Idril                        |                                          |          |          |          |          |          | Tuor              | Tuor              | Tuor              | Tuor              | Tuor              | Tuor              |               |               |                    |                    | Nimloth            | Nimloth            | Nimloth            | Nimloth            | Nimloth      | Nimloth      |              |              |           |           |                   |                   | Dior              | Dior              | Dior              | Dior              | Dior    | Dior    |         |         |         |         |         |         |        |        |
|        |        |           |           |                              |                              |                              |                              |                              |                              |                                          |          |          |          |          |          |                   |                   |                   |                   |                   |                   |               |               |                    |                    |                    |                    |                    |                    |              |              |              |              |           |           |                   |                   |                   |                   |                   |                   |         |         |         |         |         |         |         |         |        |        |
|        |        |           |           |                              |                              |                              |                              |                              |                              |                                          |          |          |          |          |          |                   |                   |                   |                   |                   |                   |               |               |                    |                    |                    |                    |                    |                    |              |              |              |              |           |           |                   |                   |                   |                   |                   |                   |         |         |         |         |         |         |         |         |        |        |
|        |        |           |           |                              |                              |                              |                              |                              |                              | Eärendil                                 | Eärendil | Eärendil | Eärendil | Eärendil | Eärendil |                   |                   |                   |                   |                   |                   | Elwing        | Elwing        | Elwing             | Elwing             | Elwing             | Elwing             |                    |                    |              |              |              |              |           |           | Eluréd e Elurín   | Eluréd e Elurín   | Eluréd e Elurín   | Eluréd e Elurín   | Eluréd e Elurín   | Eluréd e Elurín   |         |         |         |         |         |         |         |         |        |        |
|        |        |           |           |                              |                              |                              |                              |                              |                              | Eärendil                                 | Eärendil | Eärendil | Eärendil | Eärendil | Eärendil |                   |                   |                   |                   |                   |                   | Elwing        | Elwing        | Elwing             | Elwing             | Elwing             | Elwing             |                    |                    |              |              |              |              |           |           | Eluréd e Elurín   | Eluréd e Elurín   | Eluréd e Elurín   | Eluréd e Elurín   | Eluréd e Elurín   | Eluréd e Elurín   |         |         |         |         |         |         |         |         |        |        |
|        |        |           |           |                              |                              |                              |                              |                              |                              |                                          |          |          |          |          |          |                   |                   |                   |                   |                   |                   |               |               |                    |                    |                    |                    |                    |                    |              |              |              |              |           |           |                   |                   |                   |                   |                   |                   |         |         |         |         |         |         |         |         |        |        |
|        |        |           |           |                              |                              |                              |                              |                              |                              |                                          |          |          |          |          |          |                   |                   |                   |                   |                   |                   |               |               |                    |                    |                    |                    | Galadriel          | Galadriel          | Galadriel    | Galadriel    | Galadriel    | Galadriel    |           |           | Celeborn          | Celeborn          | Celeborn          | Celeborn          | Celeborn          | Celeborn          |         |         |         |         |         |         |         |         |        |        |
|        |        |           |           |                              |                              |                              |                              |                              |                              |                                          |          |          |          |          |          |                   |                   |                   |                   |                   |                   |               |               |                    |                    |                    |                    | Galadriel          | Galadriel          | Galadriel    | Galadriel    | Galadriel    | Galadriel    |           |           | Celeborn          | Celeborn          | Celeborn          | Celeborn          | Celeborn          | Celeborn          |         |         |         |         |         |         |         |         |        |        |
|        |        |           |           |                              |                              |                              |                              |                              |                              |                                          |          |          |          |          |          |                   |                   |                   |                   |                   |                   |               |               |                    |                    |                    |                    |                    |                    |              |              |              |              |           |           |                   |                   |                   |                   |                   |                   |         |         |         |         |         |         |         |         |        |        |
|        |        |           |           |                              |                              |                              |                              |                              |                              |                                          |          |          |          |          |          |                   |                   |                   |                   |                   |                   |               |               |                    |                    |                    |                    |                    |                    |              |              |              |              |           |           |                   |                   |                   |                   |                   |                   |         |         |         |         |         |         |         |         |        |        |
|        |        |           |           |                              |                              |                              |                              |                              |                              | Elros                                    | Elros    | Elros    | Elros    | Elros    | Elros    |                   |                   |                   |                   |                   |                   | Elrond        | Elrond        | Elrond             | Elrond             | Elrond             | Elrond             |                    |                    |              |              |              |              | Celebrían | Celebrían | Celebrían         | Celebrían         | Celebrían         | Celebrían         |                   |                   |         |         |         |         |         |         |         |         |        |        |
|        |        |           |           |                              |                              |                              |                              |                              |                              | Elros                                    | Elros    | Elros    | Elros    | Elros    | Elros    |                   |                   |                   |                   |                   |                   | Elrond        | Elrond        | Elrond             | Elrond             | Elrond             | Elrond             |                    |                    |              |              |              |              | Celebrían | Celebrían | Celebrían         | Celebrían         | Celebrían         | Celebrían         |                   |                   |         |         |         |         |         |         |         |         |        |        |
|        |        |           |           |                              |                              |                              |                              |                              |                              |                                          |          |          |          |          |          |                   |                   |                   |                   |                   |                   |               |               |                    |                    |                    |                    |                    |                    |              |              |              |              |           |           |                   |                   |                   |                   |                   |                   |         |         |         |         |         |         |         |         |        |        |
|        |        |           |           |                              |                              |                              |                              |                              |                              | 22 Reis de Númenor e Senhores de Andúnië |          |          |          |          |          |                   |                   |                   |                   |                   |                   |               |               |                    |                    |                    |                    |                    |                    |              |              |              |              |           |           |                   |                   |                   |                   |                   |                   |         |         |         |         |         |         |         |         |        |        |
|        |        |           |           |                              |                              |                              |                              |                              |                              |                                          |          |          |          |          |          |                   |                   |                   |                   |                   |                   |               |               |                    |                    |                    |                    |                    |                    |              |              |              |              |           |           |                   |                   |                   |                   |                   |                   |         |         |         |         |         |         |         |         |        |        |
|        |        |           |           |                              |                              |                              |                              |                              |                              | Elendil                                  |          |          |          |          |          |                   |                   |                   |                   |                   |                   |               |               |                    |                    |                    |                    |                    |                    |              |              |              |              |           |           |                   |                   |                   |                   |                   |                   |         |         |         |         |         |         |         |         |        |        |
|        |        |           |           |                              |                              |                              |                              |                              |                              |                                          |          |          |          |          |          |                   |                   |                   |                   |                   |                   |               |               |                    |                    |                    |                    |                    |                    |              |              |              |              |           |           |                   |                   |                   |                   |                   |                   |         |         |         |         |         |         |         |         |        |        |
|        |        |           |           |                              |                              |                              |                              |                              |                              |                                          |          |          |          |          |          |                   |                   |                   |                   |                   |                   |               |               |                    |                    |                    |                    |                    |                    |              |              |              |              |           |           |                   |                   |                   |                   |                   |                   |         |         |         |         |         |         |         |         |        |        |
|        |        |           |           | Isildur                      | Isildur                      | Isildur                      | Isildur                      | Isildur                      | Isildur                      |                                          |          |          |          |          |          | Anárion           | Anárion           | Anárion           | Anárion           | Anárion           | Anárion           |               |               |                    |                    |                    |                    |                    |                    |              |              |              |              |           |           |                   |                   |                   |                   |                   |                   |         |         |         |         |         |         |         |         |        |        |
|        |        |           |           | Isildur                      | Isildur                      | Isildur                      | Isildur                      | Isildur                      | Isildur                      |                                          |          |          |          |          |          | Anárion           | Anárion           | Anárion           | Anárion           | Anárion           | Anárion           |               |               |                    |                    |                    |                    |                    |                    |              |              |              |              |           |           |                   |                   |                   |                   |                   |                   |         |         |         |         |         |         |         |         |        |        |
|        |        |           |           | 22 Reis de Arnor e Arthedain | 22 Reis de Arnor e Arthedain | 22 Reis de Arnor e Arthedain | 22 Reis de Arnor e Arthedain | 22 Reis de Arnor e Arthedain | 22 Reis de Arnor e Arthedain |                                          |          |          |          |          |          | 27 Reis de Gondor | 27 Reis de Gondor | 27 Reis de Gondor | 27 Reis de Gondor | 27 Reis de Gondor | 27 Reis de Gondor |               |               |                    |                    |                    |                    |                    |                    |              |              |              |              |           |           |                   |                   |                   |                   |                   |                   |         |         |         |         |         |         |         |         |        |        |
|        |        |           |           | 22 Reis de Arnor e Arthedain | 22 Reis de Arnor e Arthedain | 22 Reis de Arnor e Arthedain | 22 Reis de Arnor e Arthedain | 22 Reis de Arnor e Arthedain | 22 Reis de Arnor e Arthedain |                                          |          |          |          |          |          | 27 Reis de Gondor | 27 Reis de Gondor | 27 Reis de Gondor | 27 Reis de Gondor | 27 Reis de Gondor | 27 Reis de Gondor |               |               |                    |                    |                    |                    |                    |                    |              |              |              |              |           |           |                   |                   |                   |                   |                   |                   |         |         |         |         |         |         |         |         |        |        |
|        |        |           |           | Arvedui                      | Arvedui                      | Arvedui                      | Arvedui                      | Arvedui                      | Arvedui                      |                                          |          |          |          |          |          | Fíriel            | Fíriel            | Fíriel            | Fíriel            | Fíriel            | Fíriel            |               |               |                    |                    |                    |                    |                    |                    |              |              |              |              |           |           |                   |                   |                   |                   |                   |                   |         |         |         |         |         |         |         |         |        |        |
|        |        |           |           | Arvedui                      | Arvedui                      | Arvedui                      | Arvedui                      | Arvedui                      | Arvedui                      |                                          |          |          |          |          |          | Fíriel            | Fíriel            | Fíriel            | Fíriel            | Fíriel            | Fíriel            |               |               |                    |                    |                    |                    |                    |                    |              |              |              |              |           |           |                   |                   |                   |                   |                   |                   |         |         |         |         |         |         |         |         |        |        |
|        |        |           |           |                              |                              |                              |                              |                              |                              |                                          |          |          |          |          |          |                   |                   |                   |                   |                   |                   |               |               |                    |                    |                    |                    |                    |                    |              |              |              |              |           |           |                   |                   |                   |                   |                   |                   |         |         |         |         |         |         |         |         |        |        |
|        |        |           |           |                              |                              |                              |                              |                              |                              | 15 Chefes Dúnedain                       |          |          |          |          |          |                   |                   |                   |                   |                   |                   |               |               |                    |                    |                    |                    |                    |                    |              |              |              |              |           |           |                   |                   |                   |                   |                   |                   |         |         |         |         |         |         |         |         |        |        |
|        |        |           |           |                              |                              |                              |                              |                              |                              |                                          |          |          |          |          |          |                   |                   |                   |                   |                   |                   |               |               |                    |                    |                    |                    |                    |                    |              |              |              |              |           |           |                   |                   |                   |                   |                   |                   |         |         |         |         |         |         |         |         |        |        |
|        |        |           |           |                              |                              |                              |                              |                              |                              |                                          |          |          |          |          |          |                   |                   |                   |                   |                   |                   |               |               |                    |                    |                    |                    |                    |                    |              |              |              |              |           |           |                   |                   |                   |                   |                   |                   |         |         |         |         |         |         |         |         |        |        |
|        |        |           |           |                              |                              |                              |                              |                              |                              |                                          |          |          |          |          |          |                   |                   |                   |                   |                   |                   |               |               |                    |                    |                    |                    |                    |                    |              |              |              |              |           |           |                   |                   |                   |                   |                   |                   |         |         |         |         |         |         |         |         |        |        |
|        |        |           |           |                              |                              |                              |                              |                              |                              | Aragorn                                  | Aragorn  | Aragorn  | Aragorn  | Aragorn  | Aragorn  |                   |                   |                   |                   |                   |                   |               |               |                    |                    | Arwen              | Arwen              | Arwen              | Arwen              | Arwen        | Arwen        |              |              |           |           | Elladan e Elrohir | Elladan e Elrohir | Elladan e Elrohir | Elladan e Elrohir | Elladan e Elrohir | Elladan e Elrohir |         |         |         |         |         |         |         |         |        |        |
|        |        |           |           |                              |                              |                              |                              |                              |                              | Aragorn                                  | Aragorn  | Aragorn  | Aragorn  | Aragorn  | Aragorn  |                   |                   |                   |                   |                   |                   |               |               |                    |                    | Arwen              | Arwen              | Arwen              | Arwen              | Arwen        | Arwen        |              |              |           |           | Elladan e Elrohir | Elladan e Elrohir | Elladan e Elrohir | Elladan e Elrohir | Elladan e Elrohir | Elladan e Elrohir |         |         |         |         |         |         |         |         |        |        |
|        |        |           |           |                              |                              |                              |                              |                              |                              |                                          |          |          |          |          |          |                   |                   |                   |                   |                   |                   |               |               |                    |                    |                    |                    |                    |                    |              |              |              |              |           |           |                   |                   |                   |                   |                   |                   |         |         |         |         |         |         |         |         |        |        |
|        |        |           |           |                              |                              |                              |                              |                              |                              |                                          |          |          |          |          |          |                   |                   |                   |                   |                   |                   |               |               |                    |                    |                    |                    |                    |                    |              |              |              |              |           |           |                   |                   |                   |                   |                   |                   |         |         |         |         |         |         |         |         |        |        |
|        |        |           |           |                              |                              |                              |                              |                              |                              |                                          |          | Eldarion | Eldarion | Eldarion | Eldarion | Eldarion          | Eldarion          |                   |                   |                   |                   |               |               | No mínimo 3 filhas | No mínimo 3 filhas | No mínimo 3 filhas | No mínimo 3 filhas | No mínimo 3 filhas | No mínimo 3 filhas |              |              |              |              |           |           |                   |                   |                   |                   |                   |                   |         |         |         |         |         |         |         |         |        |        |

## Análise
Paul H. Kocher [en] observa que, enquanto Isildur reivindicou o Anel para si, Aragorn, ao ouvir a exclamação de Frodo de que, por ser descendente direto de Isildur, o Anel deveria ser seu, imediatamente renuncia a qualquer direito sobre ele. Aragorn explica que buscou o Anel para ajudar Gandalf, pois "parecia justo que o herdeiro de Isildur se esforçasse para reparar a falha de Isildur", um erro herdado. Estudiosos católicos destacam que, assim como Jesus, em seu papel de rei [en], é descendente do Rei Davi, Aragorn é descendente de Isildur. O estudioso de Tolkien Nicholas Birns [en] destaca a sobrevivência de Isildur, junto com seu pai Elendil, à queda catastrófica de Númenor, um evento que remete à Atlântida de Platão, à queda do homem bíblica e ao Dilúvio de Noé. Ele observa que Tolkien chamou Elendil de uma "figura noaica", um eco do bíblico Noé.
Tom Shippey [en] destaca que o relato de Gandalf no Conselho de Elrond [en] sobre a descrição de Isildur do Anel combina pistas do tempo antigo em que Isildur viveu, com palavras arcaicas como "glede" (brasa) e terminações obsoletas como "fadeth" e "loseth". O relato também traz um lembrete súbito do nome que Gollum dá ao Anel, com a frase "É precioso para mim, embora eu o compre com grande dor". O uso da palavra "precioso", que Shippey considera "ominosa", é suficiente para que os leitores percebam que Isildur já estava se tornando viciado no Anel.

## Adaptações

### Cinema
Na versão animada de 1978 de O Senhor dos Anéis, dirigida por Ralph Bakshi, Isildur é chamado de Príncipe Isildur dos poderosos Reis de além-mar e aparece enquanto os eventos da Última Aliança são retratados em silhueta. Na trilogia cinematográfica de O Senhor dos Anéis de Peter Jackson, Isildur é interpretado por Harry Sinclair [en].
Shippey observa que Jackson usa uma narração em voz alta para dizer sobre Isildur que ele teve "essa única chance de destruir o mal para sempre", comentando que, quando Tolkien usa "para sempre", ele imediatamente indica que essa esperança otimista é equivocada: Elrond lembra que "quando Thangorodrim foi destruído, os Elfos acreditaram que o mal havia acabado para sempre, e não foi assim". Shippey destaca que há aqui uma diferença marcante entre a concepção de mal de Jackson e a de Tolkien, refletida em seus respectivos meios: Tolkien acreditava que mesmo os melhores homens eram falíveis, com vitórias sempre temporárias, e expressava isso em seus escritos, enquanto o meio cinematográfico exigia uma dicotomia clara entre bem e mal.

### Streaming
Na série de streaming O Senhor dos Anéis: Os Anéis do Poder, o jovem Isildur é interpretado pelo ator inglês Max Baldry. Embora Isildur eventualmente falhe em destruir o Um Anel, o showrunner da série, Patrick McKay, afirmou que a intenção foi retratar Isildur de forma mais favorável, como alguém sobrecarregado por grandes responsabilidades. McKay comparou o personagem ao gângster Michael Corleone da trilogia O Poderoso Chefão.

### Jogos eletrônicos
No jogo eletrônico Middle-earth: Shadow of War, o destino de Isildur diverge do livro. Após ser atacado pelos orcs, seu corpo sem vida foi levado a Mordor por ordem de Sauron. Sauron reviveu Isildur com um dos nove anéis e o torturou até que seu espírito fosse quebrado, transformando-o em um Nazgûl. O poder específico de seu anel permitia que ele ressuscitasse mortos para lutar a seu lado como servos sem mente. Eventualmente, Isildur foi derrotado pelo protagonista do jogo, Talion, após múltiplos confrontos. Em vez de subjugá-lo com seu próprio anel de poder, Talion optou por libertar o espírito de Isildur, permitindo que ele seguisse para o além após milênios de servidão a Sauron. Talion tomou o anel de Isildur e, posteriormente, tornou-se ele mesmo um Nazgûl.

### J. R. R. Tolkien
1. 1 2  (Tolkien 1977, "Akallabêth")
2. ↑  (Tolkien 1977, cap. 19 "De Beren e Lúthien")
3. 1 2 3 4 5 6 7  (Tolkien 1977, "Dos Anéis do Poder e da Terceira Era")
4. ↑  (Tolkien 1955, Apêndice B, "A Segunda Era")
5. ↑  (Carpenter 2023, #131: Elendil e Gil-galad foram "mortalmente feridos ao destruírem Sauron.")
6. ↑  (Tolkien 1955, Apêndice B, "A Terceira Era")
7. 1 2 3  (Tolkien 1980, parte 3, cap. 1 "O Desastre dos Campos de Lis")
8. ↑  (Tolkien 1977, "Dos Anéis do Poder e da Terceira Era")
9. 1 2  (Tolkien 1987, 3. "A Estrada Perdida")
10. 1 2 3  (Tolkien 1988, pp. 78, 85, 261)
11. ↑  (Tolkien 1977, "Dos Anéis de Poder e da Terceira Era": Árvores genealógicas I e II: “A casa de Finwë e a descendência noldorin de Elrond e Elros” e “Os descendentes de Olwë e Elwë")
12. ↑  (Tolkien 1955, Apêndice A: Anais dos Reis e Governantes, I Os Reis Númenóreanos)
13. ↑  (Carpenter 2023, Carta #131 para Milton Waldman, final de 1951)